# Musikjahr 1630
Liste der Musikjahre

◄◄ | ◄ | 1626 | 1627 | 1628 | 1629 | Musikjahr 1630 | 1631 | 1632 | 1633 | 1634 | ► | ►►

Weitere Ereignisse
Dieser Artikel behandelt das Musikjahr 1630.

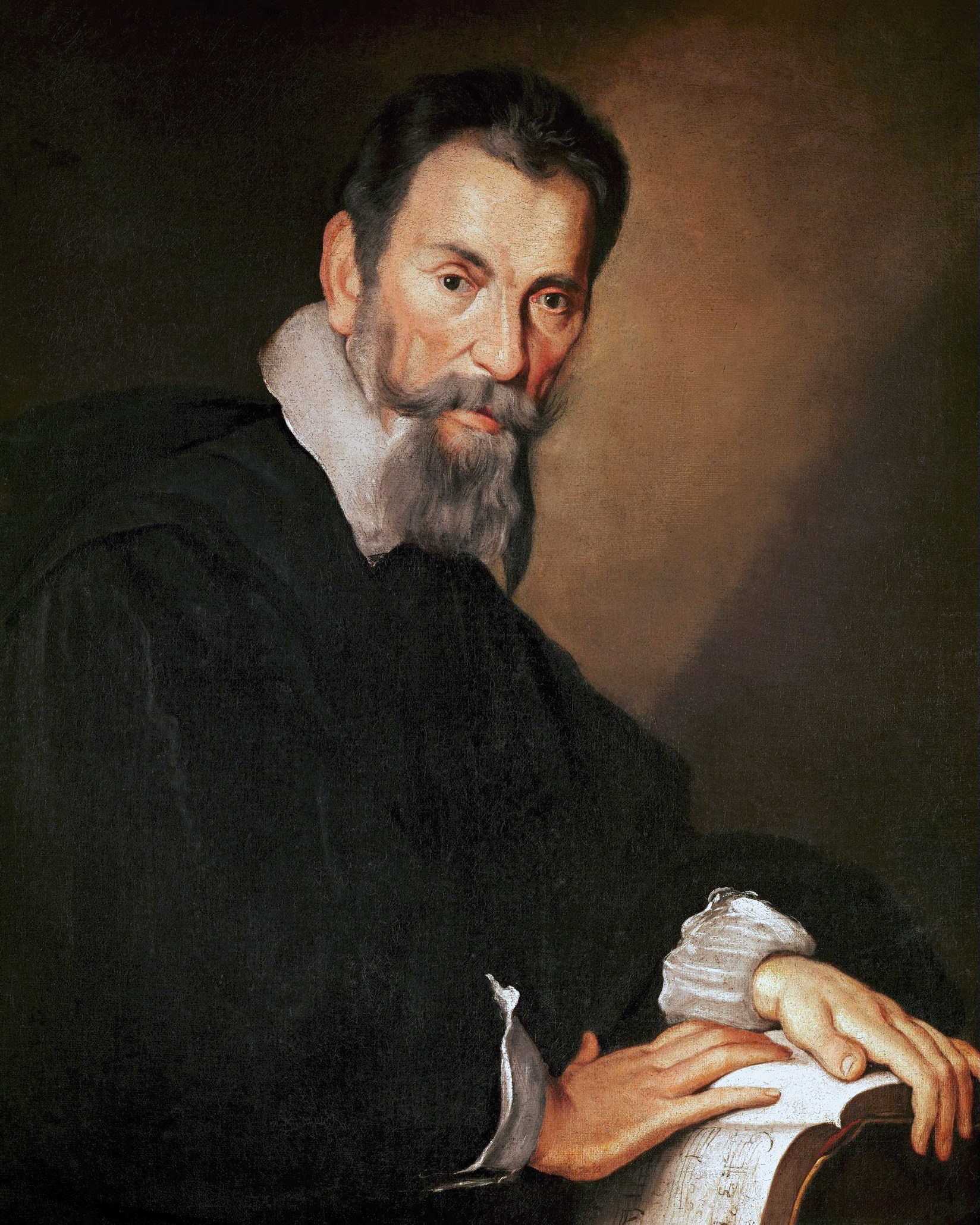
Um das Jahr 1630 malt Bernardo Strozzi ein Porträt des italienischen Komponisten, Gambisten, Sängers und katholischen Priesters Claudio Monteverdi.

## Ereignisse
- Giacomo Filippo Biumi, der Organist der zweiten Orgel des Mailänder Doms spielt zwischen 1630 und 1636 auch an der ersten Orgel, was zu Protesten von Michelangelo Grancino führt, der dafür eigentlich ernannt worden ist.
- Philipp Dulichius, der 1587 eine Stellung als Kantor am Fürstliche Pädagogium in Stettin angetreten hatte und der für die Kirchenmusik in der Stettiner Marienkirche, die musikalische Ausbildung der Gymnasiasten und die Musik am Hof der pommerschen Herzöge zuständig war, legt nach 43 Dienstjahren Ende 1630 sein Amt nieder.
- Richard Mico wird 1630 Organist von Henrietta Maria von Frankreich, der Ehefrau Karls I., und bleibt in diesem Amt bis zur Flucht der Königin nach Holland 1642.
- Ján Šimbracký wirkt von 1630 bis zu seinem Tod als Organist in Spišské Podhradie, wo er ab 1637 auch Stadtrat ist.

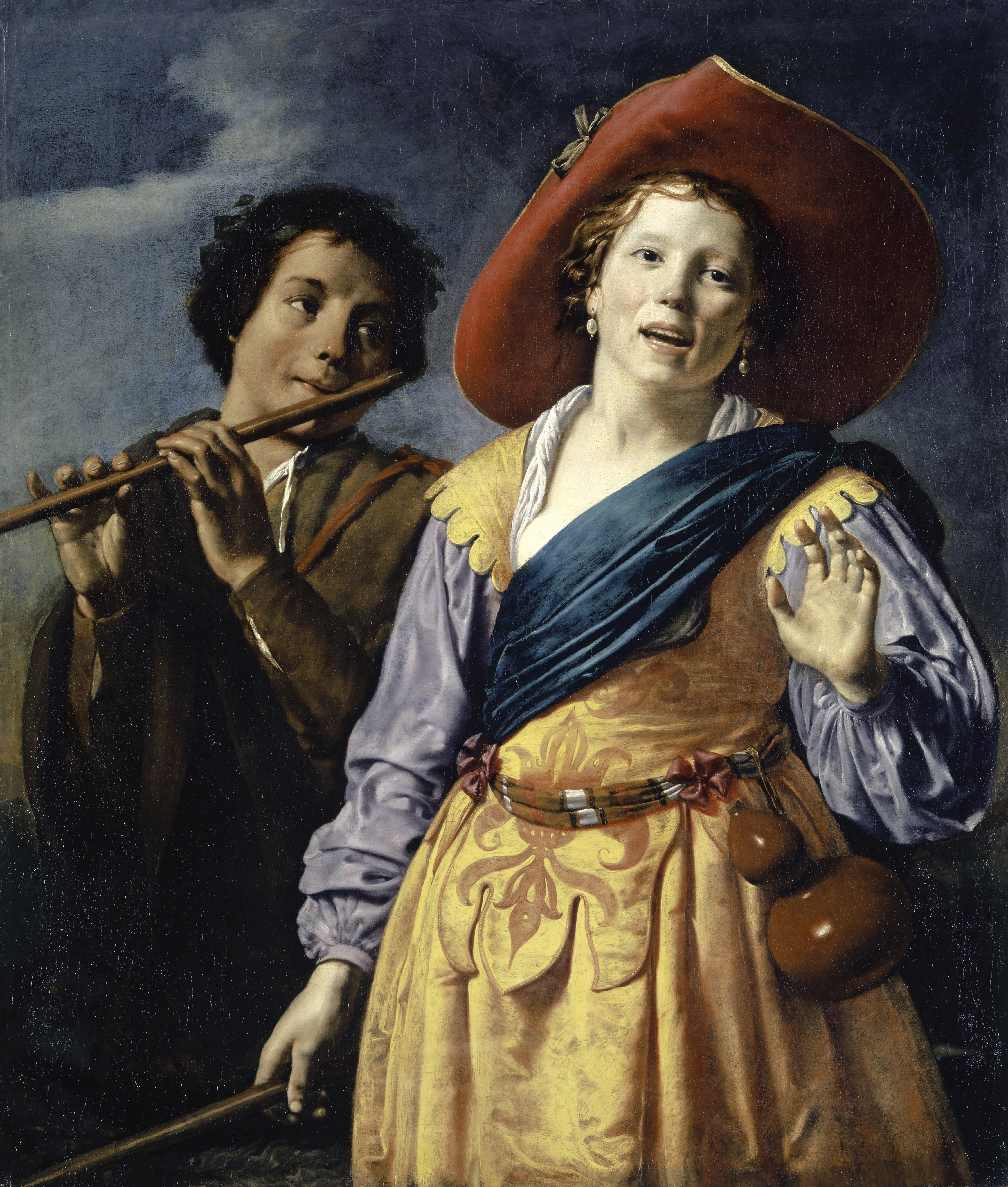
Singende Schäferin mit Schäfer (möglicherweise von Johann Moreelse), um 1630

## Instrumental- und Vokalmusik (Auswahl)
- Paolo Agostini – Buch der Messen, Rom: Giovanni Battista Robletti (posthum)
- Adriano Banchieri – Trattenimenti da villa concertati in ordine seguente nel chitarrone con 5 voci in variati modi, Venedig: Alessandro Vincenti (Sammlung von Canzonettas zu fünf Stimmen und einer Theorbe)
- Ignazio Donati – Le Fanfalughe zu zwei, drei, vier und fünf Stimmen, Venedig: Alessandro Vincenti (Sammlung von Madrigalen)
- Christian Erbach – Missae ad praecipuos dies festos accomodatae, Erfurt
- Melchior Franck
  - Der 85. Psalm des Königlichen Propheten Davids (Herr, der du bist vormals gnädig gewest) zu acht Stimmen, Coburg: Johann Forckel
  - Neues Christliches Weyhnacht Gesang zu acht Stimmen, Coburg: Johann Forckel (Weihnachtsmotette)
  - Gottfried von Bulljon oder das erlösete Jerusalem, Coburg: Johann Forckel (Musik zu einem Oratorium, aufgeführt in Coburg am 14. Juni 1630)
- Marco da Gagliano – Responsoria maioris hebdomadae zu vier Stimmen, Venedig: Bartolomeo Magni
- Giovanni Girolamo Kapsberger
  - I pastori di Bettelemme nella nascita di N. Signor Giesu Christo, Rom: Paolo Masotti
  - Modulatus sacri diminutis voculis concinnati, Vol. 2, Rom: Paolo Masotti
- Carlo Milanuzzi – siebtes Buch der ariose vaghezze für Gesang und Gitarre, op. 17, Venedig: Alessandro Vincenti
- Martin Peerson – Mottects or grave chamber musique, containing songs of five parts of several sorts, London: William Stansby

## Musiktheater
- Claudio Monteverdi – Proserpina rapita, Venedig (verschollen)

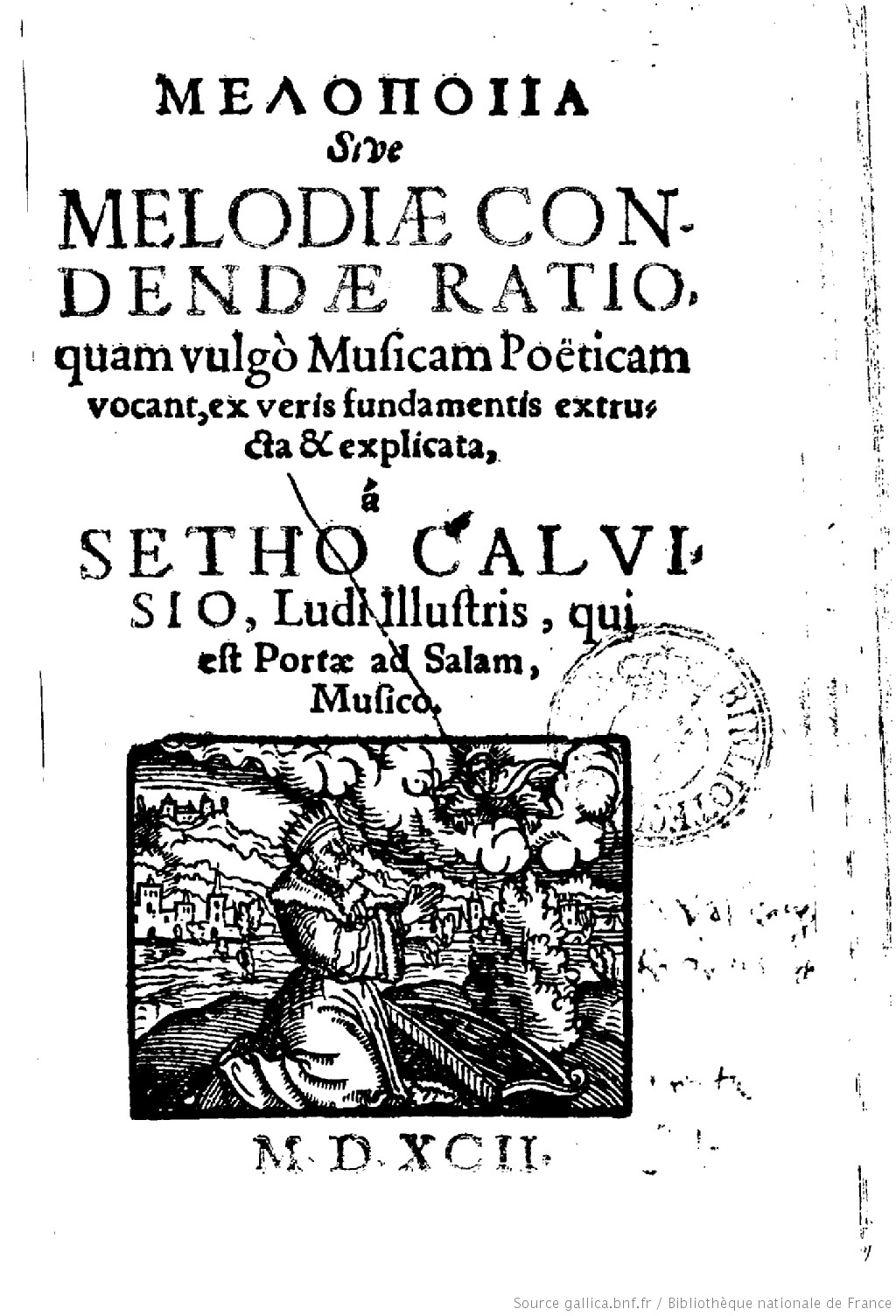
Titelseite der Melopoiia von Sethus Calvisius

## Musiktheoretische Schriften
- Sethus Calvisius – Melopoiia Sive Melodiae Condendae Ratio, Quam vulgo Musicam Poeticam vocant, Magdeburg

## Geboren

### Geburtsdatum gesichert
- 12. September: Jacob Köck, österreichischer Orgelbauer († 1673)

### Genaues Geburtsdatum unbekannt
- Ernst Sonnemann, deutscher evangelischer Pastor und Kirchenlieddichter († 1670)

### Geboren um 1630
- Matheus Albert, Schweizer Glockengiesser († nach 1714)
- Johann Friedrich Besser, deutscher Orgelbauer († 1693)
- Remigio Cesti, italienischer Organist und Komponist († nach 1710)
- Gaudentz Hempel, Schweizer Glockengiesser in Chur († nach 1690)
- Susanna van Lee, niederländische Theaterschauspielerin und Balletttänzerin († 1700)
- Hafız Post, türkischer Komponist († 1694)
- Antonio Sartorio, italienischer Komponist († 1681)
- Johann Vest, deutscher Orgelbauer († 1694)

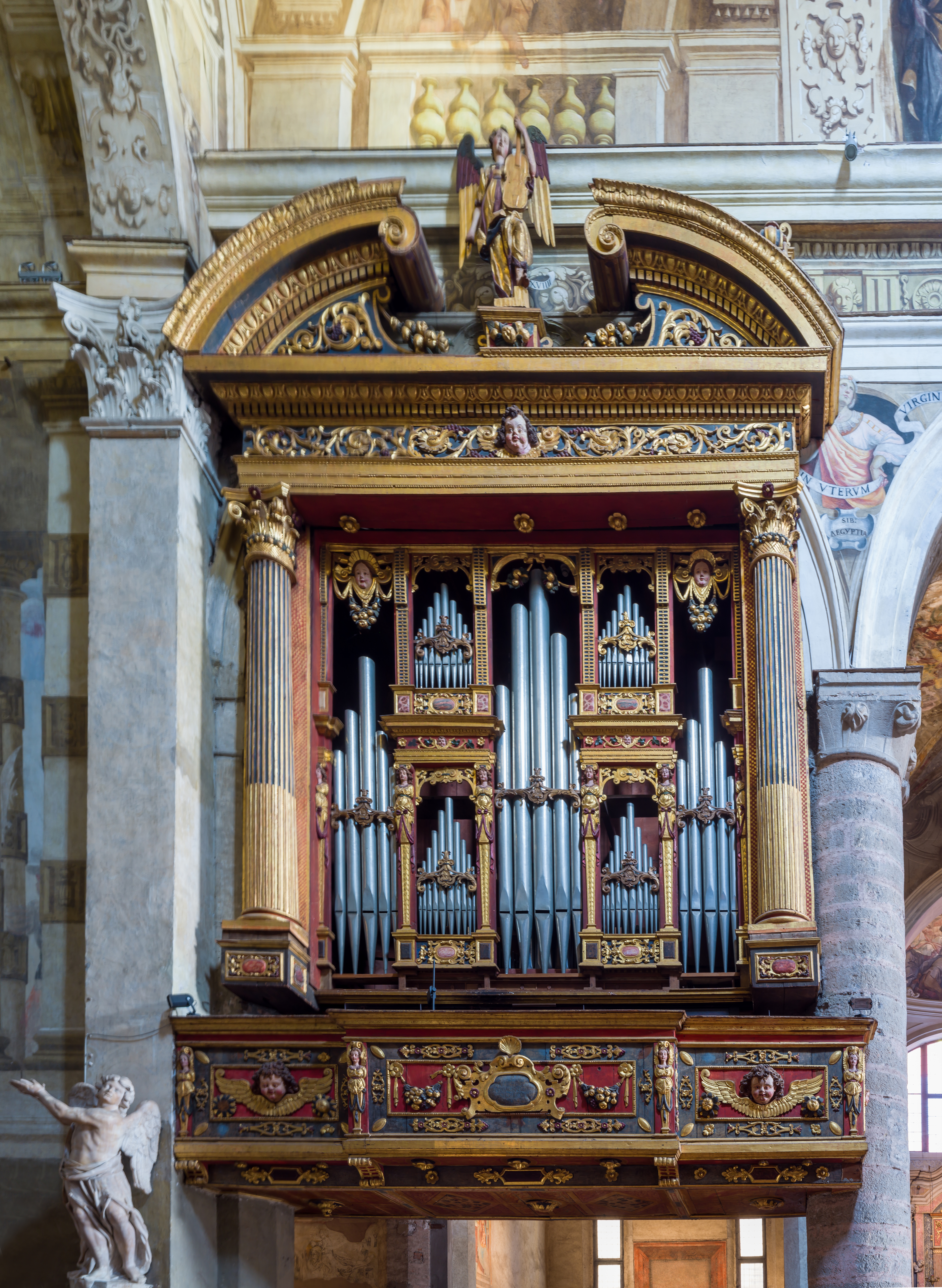
Orgel der Orgelbauerfamilie Antegnati in der Kirche Santa Maria del Carmine in Brescia

## Gestorben

### Todesdatum gesichert
- 11. Februar: Hans Hummel, fränkischer Orgelbauer (* unbekannt)
- 26. Februar: William Brade, dänischer Komponist (* 1560)
- 00. Februar: Camillo Cortellini, italienischer Komponist, Kapellmeister, Instrumentalist und Sänger (* 1561)
- 22. März: Richard Dering, englischer Komponist und Organist (* um 1580)
- 25. Mai: Géry de Ghersem, franko-flämischer Komponist und Sänger (* zwischen 1572 und 1575)
- 08. Juni: Alessandro Striggio der Jüngere, italienischer Librettist (* 1573)
- 12. Juni (bestattet): Giovanni Francesco Anerio, italienischer Kapellmeister und Komponist (* 1569)
- 00. Juni: Alessandro Grandi, italienischer Sänger, Kapellmeister und Komponist (* um 1586)
- 10. August: Lorenzo Ratti, italienischer Komponist (* 1589 oder 1590)
- 13. September: Christoph der Jüngere Glockengießer, deutscher Glockengießer (* 1566)
- 07. Oktober: Giovanni Battista Fontana, italienischer Violinist und Komponist (* 1589)
- 19. November: Antonio Brunelli, italienischer Kapellmeister, Musiktheoretiker und Komponist (* 1577)
- 29. November: Johann Hermann Schein, deutscher Dichter und Komponist (* 1586)
- 17. Dezember: Gabriel Bataille, französischer Lautenist und Komponist (* um 1575)

### Genaues Todesdatum unbekannt
- Heinrich Othmar Abel, Musiker und erster bekannter Vorfahr der Musikerfamilie Abel (* um 1580)
- Thomas Bateson, englischer Komponist (* 1570)
- Giovanni Paolo Cima, italienischer Komponist und Organist (* um 1575)
- Adam Haslmayr, deutscher theosophischer Schriftsteller und Komponist (* 1562)
- Christoph Knoll, deutscher Kirchenlieddichter (* 1563)
- John Mundy, englischer Organist und Komponist (* um 1555)
- Johann Lindemann, deutscher Kirchenlieddichter und -Komponist (* um 1550)
- Johann Nauwach, deutscher Komponist (* um 1595)
- Vincenzo Pellegrini, italienischer Komponist und Kapellmeister (* um 1562)

### Gestorben um 1630
- Isidoro Abbondo, italienischer Komponist (* um 1570)
- Filippo Lomazzo, italienischer Musikverleger (* um 1571)
- Salamone Rossi, italienischer Geiger und Komponist (* um 1570)

### Gestorben nach 1630
- Bernardo Strozzi, italienischer Komponist (* um 1580)